# Diocèse de Maldonado-Punta del Este-Minas
Le diocèse de Maldonado-Punta del Este-Minas (en latin : Dioecesis Maldonadensis-Orientalis Orae-Fodinensis ; en espagnol : Diócesis de Maldonado-Punta del Este-Minas) est un diocèse de l'Église catholique en Uruguay suffragant de l'archidiocèse de Montevideo.

## Territoire

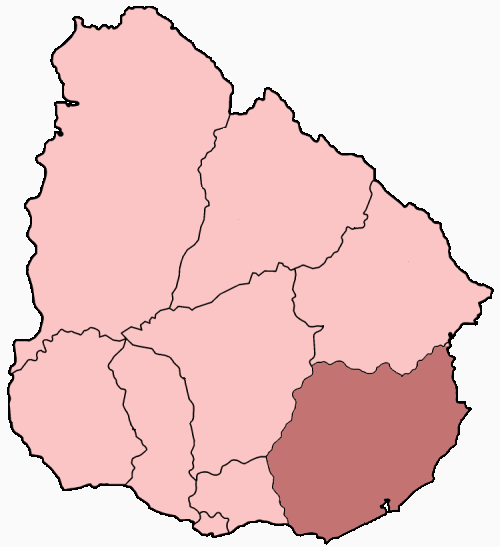
Diocèse de Maldonado-Punta del Este-Minas

Il comprend les départements de Maldonado, Rocha et Lavalleja  avec un territoire d'une superficie de 25 360 km divisé en 25 paroisses. Le siège épiscopal est dans la ville de Maldonado avec la cathédrale saint Ferdinand (es). À Minas se trouve la cocathédrale de l'Immaculée Conception (es).

## Histoire
Le diocèse de Minas est érigé le 25 juin 1960 par la constitution apostolique Cum venerabilis du pape Jean XXIII en prenant sur le territoire du diocèse de Melo.
Par la constitution apostolique Novas constituere du pape Paul VI, il cède du territoire le 10 janvier 1966 pour l'érection du diocèse de Maldonado-Punta del Este.
L'évêque de Minas Francisco Domingo Barbosa Da Silveira est obligé de démissionner le 1er juillet 2009 après avoir admis avoir eu des relations homosexuelles.
Par la constitution apostolique Ecclesiae proficiat du 2 mars 2020, le pape François décrète l'union des diocèses de Maldonado-Punta del Este et de Minas (es) ; le même jour, la nouvelle juridiction ecclésiastique prend son nom actuel.

## Évêques
évêques de Minas
- José María Cavallero (9 juillet 1960 - 29 mai 1963)
- Edmondo Quaglia Martínez (29 mai 1964 - 12 juillet 1976)
- Carlos Arturo Mullín Nocetti, S.J (3 novembre 1977 - 17 mars 1985)
- Victor Gil Lechoza (9 novembre 1985 - 21 juin 2001)
  - Sede vacante (2001-2004)
- Francisco Domingo Barbosa Da Silveira (6 mars 2004 - 1er juillet 2009)
- Jaime Rafael Fuentes (16 octobre 2010 - 2 mars 2020)

évêques de Maldonado-Punta del Este
- Antonio Corso (26 février 1966 - 25 mars 1985)
- Rodolfo Pedro Wirz Kraemer (9 novembre 1985 - 15 juin 2018)
- Milton Luis Tróccoli Cebedio (15 juin 2018 - 2 mars 2020) nommé évêque de Maldonado-Punta del Este-Minas

évêque de Maldonado-Punta del Este-Minas
- Milton Luis Tróccoli Cebedio depuis le 2 mars 2020